# Mens Juleklokkerne ringer
|  | Denne artikel er oprettet af botten PalnaBot ud fra en ekstern database. Den kan derfor have sproglige fejl eller mangler. Denne skabelon kan fjernes efter kontrol af indholdet. |

Mens Juleklokkerne ringer er en film fra 1917 instrueret af Alf Nielsen efter manuskript af Alf Nielsen.